# Jean-Pierre Garnier (homme d'affaires)
Pour les articles homonymes, voir Jean-Pierre Garnier et Garnier.
Jean-Pierre Garnier est un pharmacologue et dirigeant d'entreprise français, né en octobre 1947 au Mans.

## Carrière
Fils d'un redresseur d'entreprises, il le suit dans ses différentes affectations à Dijon, Le Mans, Marseille, Paris et Strasbourg. Titulaire d’un doctorat de pharmacologie et d’une maîtrise de sciences pharmaceutiques de l’Université Louis-Pasteur de Strasbourg, Jean-Pierre Garnier bénéficie d'une bourse du programme Fulbright Scholar pour l'obtention d'un MBA à l'université Stanford en 1974.
Il entre au laboratoire américain Schering-Plough, en poste successivement en Suisse, au Danemark, et au Portugal. En 1983, il est vice-président du marketing, puis est nommé premier vice-président et directeur général de la branche médicament en vente libre, responsable des ventes et du marketing des médicaments aux États-Unis. Il accède ensuite à la présidence de Schering-Plough. 
En 1990, il rejoint SmithKline Beecham comme président de l'activité pharmaceutique de la région Amérique du Nord, puis président de la branche pharmaceutique en 1994 et directeur exécutif l'année suivante. Membre du conseil d'administration de l'entreprise depuis 1992, il est élu en décembre 1999, président-directeur général de SmithKline Beecham. Promoteur de la fusion du laboratoire avec Glaxo Wellcome en décembre 2000, il prend la direction du nouveau groupe, GlaxoSmithKline (GSK), deuxième laboratoire mondial.
Il quitte fin mai 2008 la tête de GlaxoSmithKline, remplacé par Andrew Witty. 
En juillet 2008, il rejoint les Laboratoires Pierre Fabre en tant qu'administrateur de Pierre Fabre Participations. Jean-Pierre Garnier est nommé fin août 2008, directeur général des Laboratoires Pierre Fabre, et devrait, à la suite du changement de statut de l'entreprise, en devenir président du directoire en octobre suivant, alors que Pierre Fabre prendrait la présidence du conseil de surveillance.
Jean-Pierre Garnier quitte Pierre Fabre en 2010, et est nommé administrateur d'Actelion en septembre 2011.

## Fonctions et mandats sociaux
- Président de GlaxoSmithKline p.l.c.
- Administrateur de Biotechnology Industry Organization, de United Technologies Corporation, de SmithKline Beecham p.l.c., de Eisenhower Exchange Fellowship, Renault.

## Honneurs et distinctions
- Chevalier de la Légion d'honneur (janvier 1997)
- « Oliver R. Grace Award » du Cancer Research Institute (avril 1997)
- Legend Lifetime Achievement Award du Eastern Technology Council (2002)
- Humanitarian Award du Sabin Vaccine Institute (2002)
- Lifetime Achievement Medal de l'association Fulbright (mars 2002)

## Vente illégale de médicaments
En juillet 2012, GlaxoSmithKline verse trois milliards de dollars pour mettre fin à des poursuites intentées aux États-Unis et qui portaient sur des faits qui se sont déroulés entre 2000 et 2008. Jean-Pierre Garnier est directement incriminé pour avoir poussé à la vente d'Advair pour traiter toutes les formes d'asthme, alors que l'agence du médicament n'avait autorisé le produit que pour les formes les plus sévères. En 2006, il a notamment déclaré aux actionnaires du groupe que les réticences de la FDA devaient être négligées, que les produits comme l'Advair « are phenomenal for the treatment of asthma, and they should be used for mild to moderate and severe asthmatics. Physicians are not going to listen to the FDA,. »